# Spartan (film)
Spartan (ang. Spartan) – film fabularny z 2004 roku, wyreżyserowany przez Davida Mameta do własnego scenariusza.
Fabuła skupia się na losach Roberta Scotta – cenionego pracownika tajnych służb specjalnych, oraz szkolonego przez niego do kolejnej misji początkującego agenta Curtisa. Obaj mają odnaleźć Laurę Newton, zaginioną córkę prezydenta Stanów Zjednoczonych.

## Obsada
- Val Kilmer jako Robert Scott
- Derek Luke jako Curtis
- Tia Texada jako Jackie Black
- Johnny Messner jako Grace
- Steven Culp jako Gaines
- Vincent Guastaferro jako Naylor
- Aaron Stanford jako Michael Blake
- William H. Macy jako Stoddard
- Ed O’Neill jako Burch
- Kick Gurry jako Jones
- Kristen Bell jako Laura Newton

i inni